# Botsuana nos Jogos Olímpicos de Verão de 1980
A Botsuana competiu nos Jogos Olímpicos pela primeira vez nos Jogos Olímpicos de Verão de 1980 em Moscou, União Soviética.

## Resultados por Evento

### Atletismo
100 m masculino
- Lucien Josiah
  - Eliminatórias — 11.15 (→ não avançou)

200 m masculino
- Lucien Josiah
  - Eliminatórias — 22.45 (→ não avançou)

800 m masculino
- Langa Mudongo
  - Eliminatórias — 1:52.5 (→ não avançou)

1.500 m masculino
- Ishmael Mhaladi
  - Eliminatórias — 3:59.1 (→ não avançou)

10.000 m masculino
- Golekane Mosweu
  - Eliminatórias — 30:38.8 (→ não avançou)

400 m com barreiras masculino
- Wilfred Kareng
  - Eliminatórias — não terminou (→ não avançou)

- Robert Chideka
- Joseph Ramotshabe